# Correa Point
Der Correa Point (englisch; spanisch Punta Correa) ist eine Landspitze von Greenwich Island im Archipel der Südlichen Shetlandinseln. Sie liegt 1,3 km südwestlich des Ferrer Point am Südufer der Discovery Bay und trennt die Ensenada Rodríguez im Osten von der Ensenada Ramos im Westen.
Wissenschaftler der 1. Chilenischen Antarktisexpedition (1946–1947) benannten die Landspitze nach  Hernán Correa Rodríguez, der als Kameramann an dieser Forschungsreise beteiligt war. Das UK Antarctic Place-Names Committee übertrug diese Benennung 2005 ins Englische.